# Tudor St George Tucker

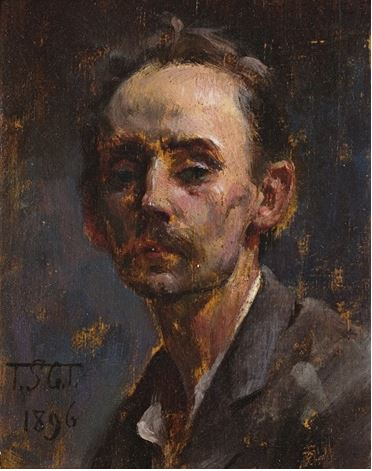
Selbstporträt, 1896.

Tudor St George Tucker (* 28. April 1862 in Finchley, Middlesex, England; † 21. Dezember 1906 ebenda) war ein englischer Maler, der einen Großteil seines Lebens in Australien verbrachte und dort auch als Kunstlehrer tätig war.

## Leben
Tudor St George Tucker wurde 1862 in Finchley, Middlesex, England, als zweites von fünf Kindern des pensionierten bengalischen Kavallerieoffiziers Charlton Nassau Tucker und dessen Frau Harriet, geb. Mason, geboren. Die Familie war traditionell eng mit Indien verbunden: Henry St. George Tucker, Präsident der East India Company, war sein Großvater. Entgegen dem Wunsch seiner Familie entschied er sich, Künstler zu werden. Da er schon als Kind kränklich war, ging er 1881 auf der Suche nach einem gesünderen Klima nach Melbourne. Er besaß umfassende Kenntnisse in Kunst, Musik und Philosophie und war frühes Mitglied des Buonarotti Clubs. Zwischen 1883 und 1887 besuchte er die Schulen der National Gallery of Victoria unter George Folingsby und gewann 1884, 1886 und 1887 Preise für Zeichnen. Tudor St George Tucker nahm an Exkursionen zum Landschaftszeichnen teil und gab Zeichenunterricht, um seinen Lebensunterhalt zu verdienen. In den Jahren 1882 und 1883 stellte er in der Victorian Academy of Arts aus.
Im Mai 1887 ging Tudor St George Tucker nach Europa. In Paris studierte er an der Académie Julian und bei Jean-Léon Gérôme an der Ecole des Beaux-Arts. Er malte auch im Freien in Künstlerkolonien. Er besuchte regelmäßig die Künstlerkolonie von Étaples, wo seine ersten großen Werke entstanden, zuerst das Gemälde, A Picardy Shrimp Fisher, mit dem er 1891 im Salon de la Société des Artistes Français debütiert. Im Juli 1892 kehrte Tucker nach Melbourne zurück und bezog ein Atelier in der Flinders Lane, später in den Cromwell Buildings in der Bourke Street. Zwischen 1892 und 1898 war er Mitglied der Victorian Artists’ Society und stellte dort aus. 1892 und 1895 organisierte er Atelierausstellungen. 1893 gründete Tudor St George Tucker zusammen mit E. Phillips Fox die Melbourne School of Art, die sich an der französischen akademischen Praxis orientierte. Ab 1894 organisierten sie eine Sommerschule für Freilichtmalerei in Charterisville. Charterisville ist der Name eines Anwesens in Ivanhoe, Victoria, Australien, das eng mit der Heidelberg School verbunden ist. Er beteiligte sich an großen Ausstellungen in Sydney und an der Australischen Ausstellung in den Grafton Galleries in London im Jahr 1898.
Als sich seine Gesundheit verschlechterte, kehrte er nach London zurück, wo er seine in Australien entstandenen Werke ausstellte. 1899 ließ er sich in Chelsea nieder, stellte aber weiterhin in der Royal Academy, in Birmingham und in Liverpool aus. Seine letzte Ausstellung „Sea and Sunlight“ fand 1906 statt. Am 21. Dezember desselben Jahres starb Tudor St George Tucker in Hearne House, Hayes, Middlesex, an Tuberkulose und wurde auf dem örtlichen Friedhof nach anglikanischem Ritus beigesetzt.
Tudor St George Tucker war zeitlebens gesundheitlich angeschlagen und malte relativ wenig, so dass sein Werk kaum bekannt ist, aber er wurde von seinen Künstlerkollegen geschätzt, und die Kunstkritiker in Melbourne bemerkten sein Verständnis der französischen Kunst; seine Fähigkeit, Theorien zu formulieren und Ideen zu vermitteln. Er erweiterte das lokale Wissen über die Farbtheorien des Impressionismus. Sein eigenes Werk zeugt von einem ausgeprägten Farbensinn und einem feinen Gespür für Lichteffekte; seine akademische Ausbildung zeigt sich in seiner Figurenmalerei. Neben Porträts, Landschaften und Akten malte er auch Figurenkompositionen, die bisweilen erzählerischen Charakter haben.
Werke von Tudor St George Tucker befinden sich in der National Gallery of Australia, Canberra, der National Gallery of Victoria, der Warrnambool Art Gallery, in bedeutenden Privatsammlungen und in der National Gallery of Canada.

## Bildergalerie

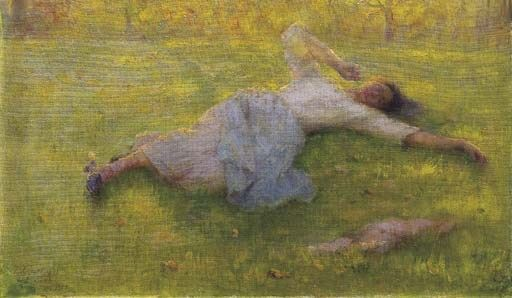
Springtime (1890)
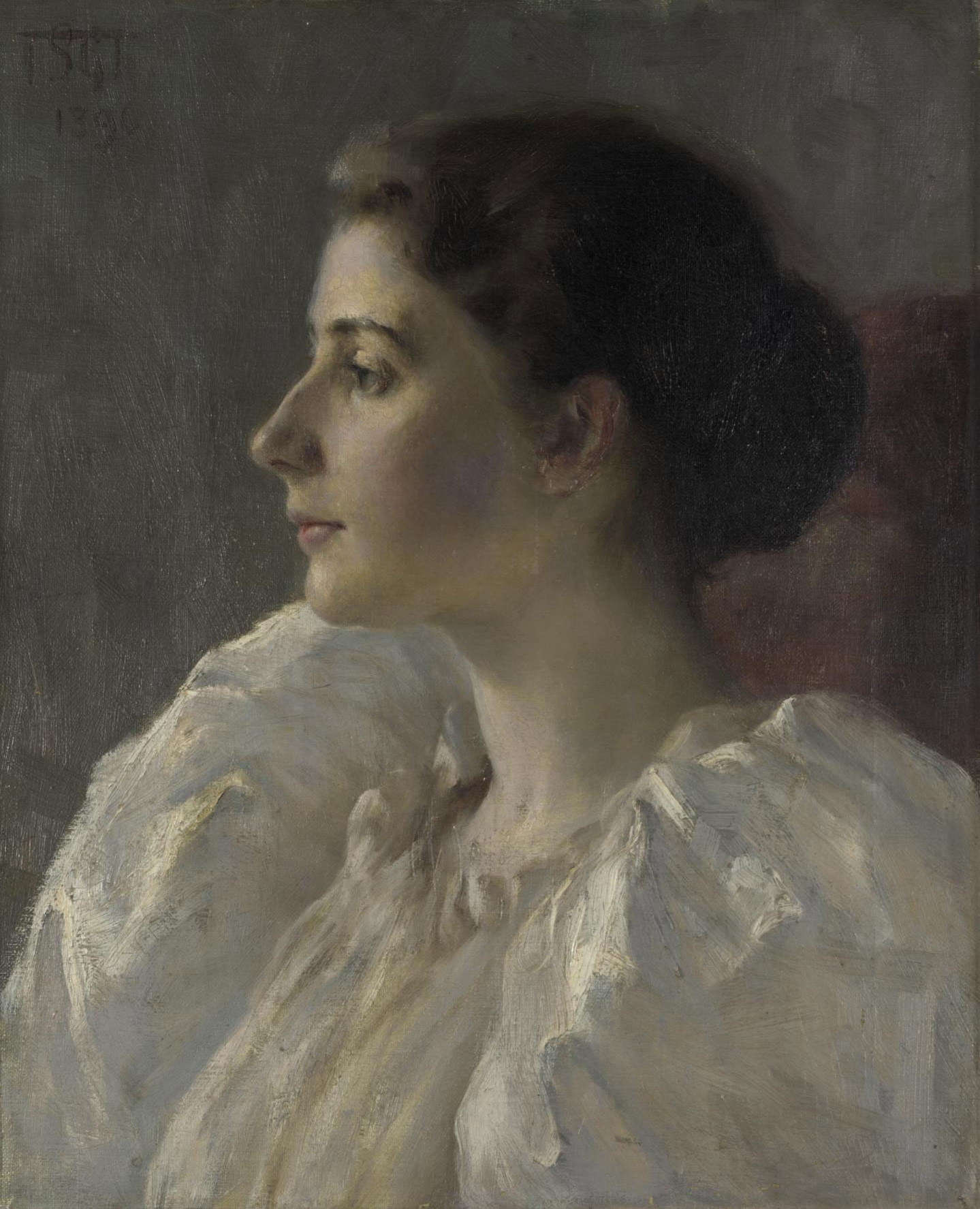
Portrait of a young lady in a white dress (1896)
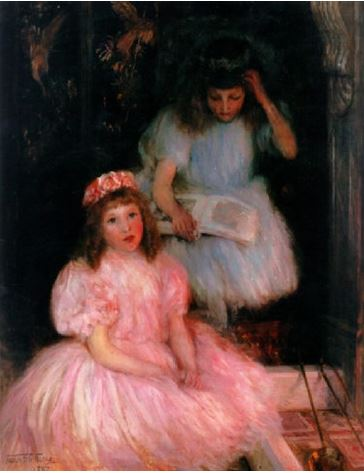
Fireside Fairies" (1897)
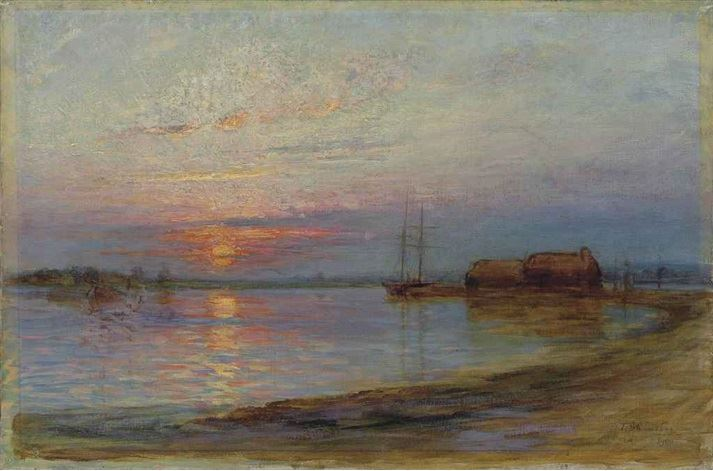
Sunset (1900)
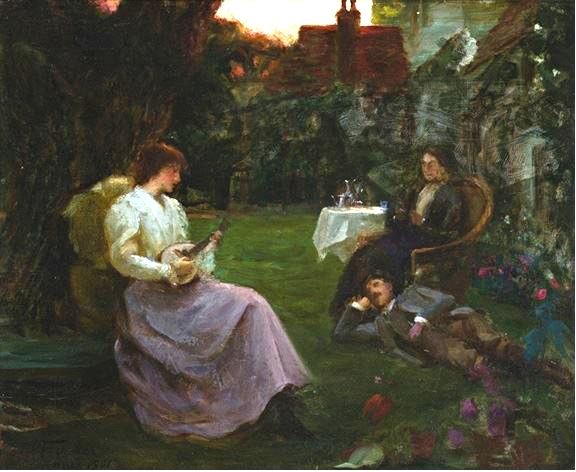
Garden Party (1901)
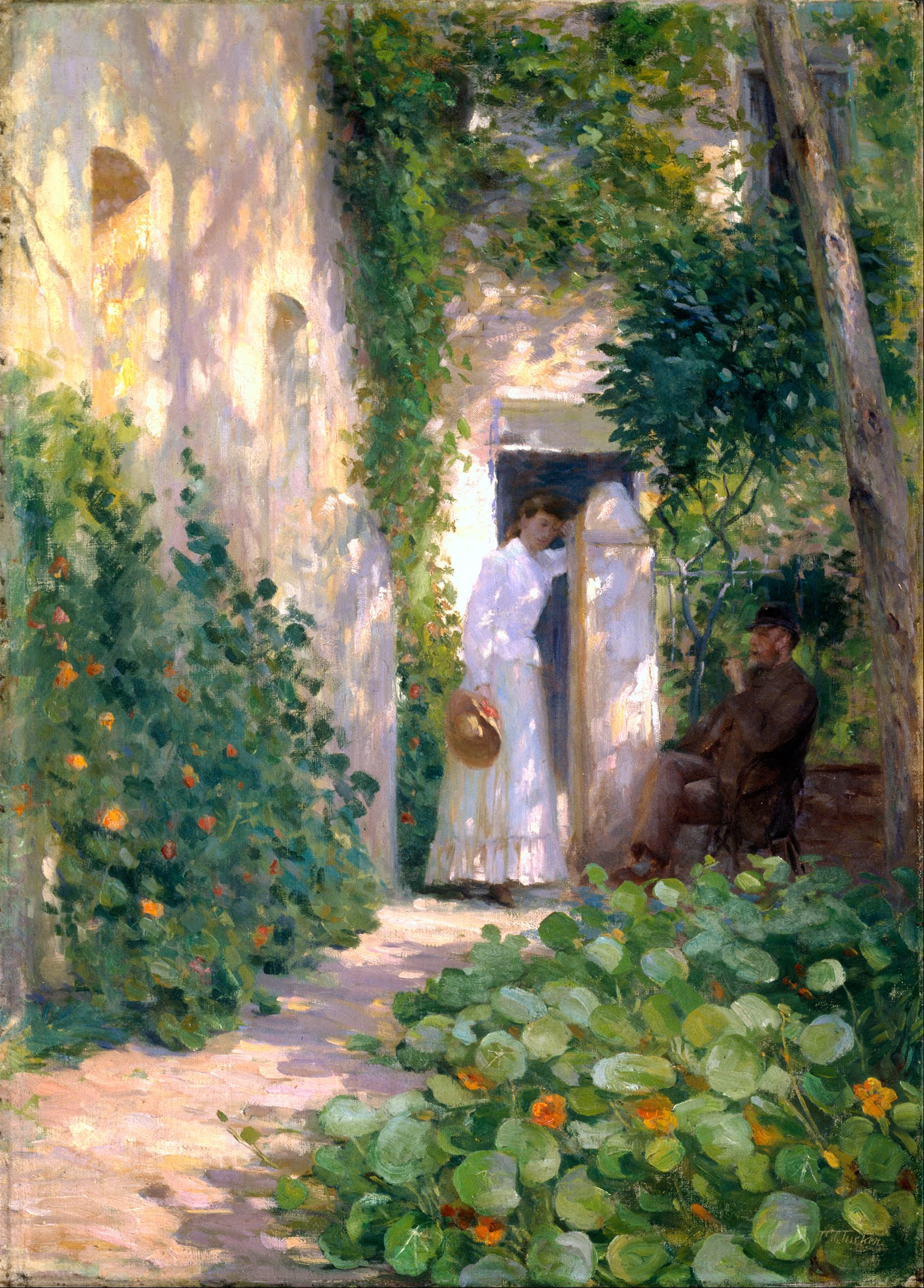
Nasturtiums (Kapuzinerkresse), (circa 1903, National Gallery of Australia)
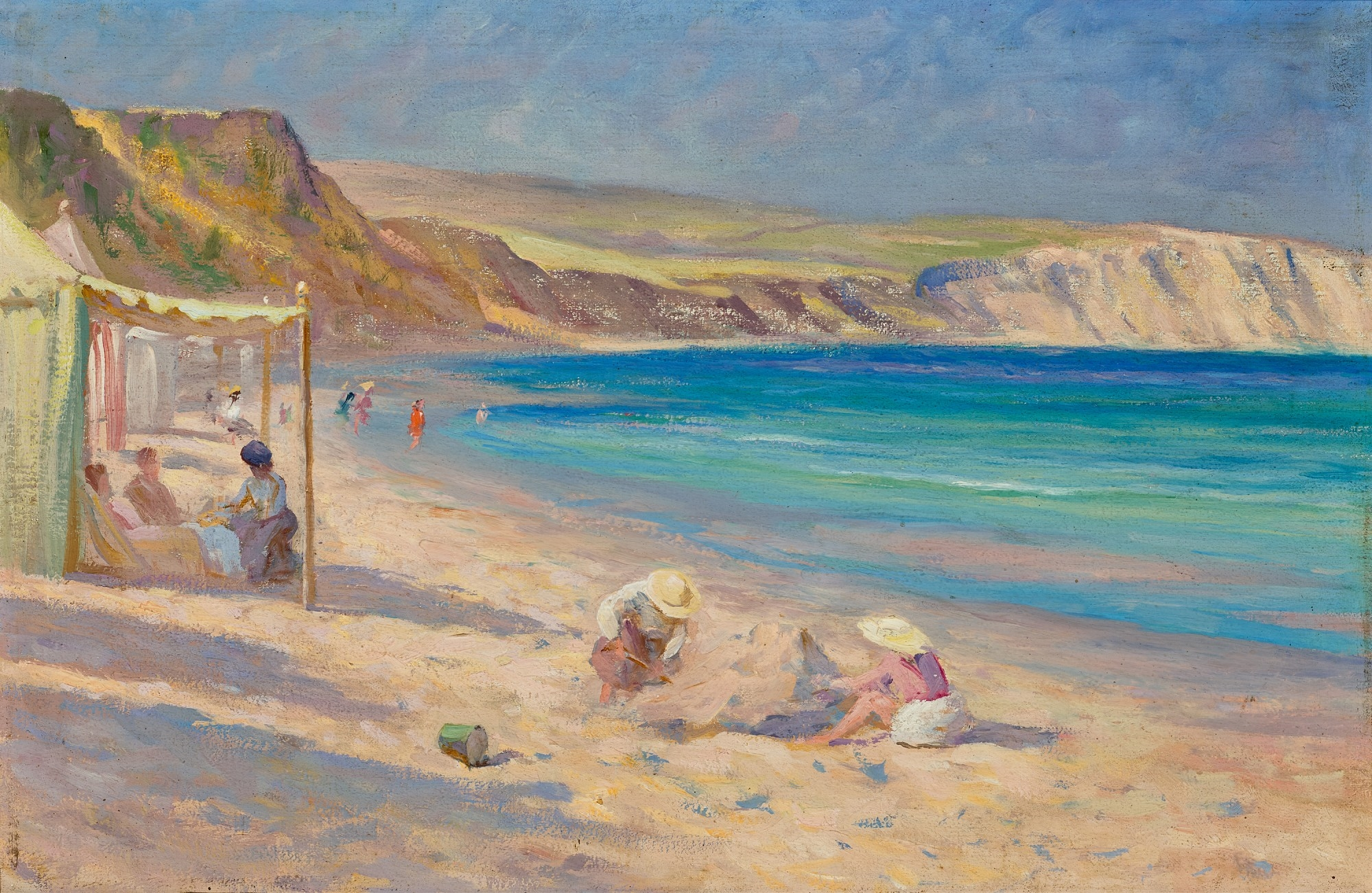
Our tent at Swanage, Dorsetshire (circa 1903)